# 大连市埠头事务所旧址

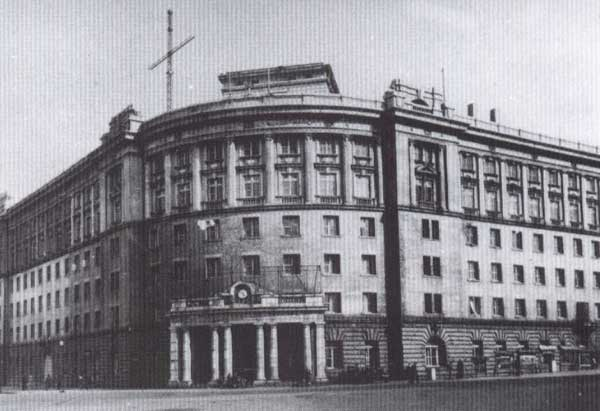
旧貌

大连市埠头事务所旧址位于中华人民共和国辽宁省大连市中山区港湾街1号，现为大连市文物保护单位。
大连市埠头事务所时称满铁大连埠头事务所。大楼分两期建成，第一期完工于1920年，第二期完工于1926年。建筑面积超过2万平方米，为美国鲁尼桑斯式风格，气势雄伟。1945年8月23日，苏军接管大连港，大连埠头事务所解散。苏军将大连港设为中苏自由港，俄方出任主要管理人员。1950年2月14日，周恩来与安德烈·维辛斯基签订中苏友好同盟互助条约，中国于次年1月1日收回大连港，2月1日正式举行移交签字仪式。1952年1月7日，中央人民政府交通部大连区港务局成立。1986年，大连港务局正式挂牌。 现在，这座建筑是大连港集团的办公楼。